# Saint-Bon-Tarentaise
Saint-Bon-Tarentaise foi uma comuna francesa na região administrativa de Auvérnia-Ródano-Alpes, no departamento de Saboia. Estendia-se por uma área de 58,94 km², com 1 850 habitantes, segundo os censos de 1999, com uma densidade de 31 hab/km².
Em 1 de janeiro de 2017, foi incorporada à nova comuna de Courchevel.